# Іст-Ерл Тауншип (округ Ланкастер, Пенсільванія)
Іст-Ерл Тауншип (англ. East Earl Township) — селище (англ. township) в США, в окрузі Ланкастер штату Пенсільванія. Населення — 6699 осіб (2020).

## Демографія
Згідно з переписом 2010 року, у селищі мешкало 6507 осіб у 2062 домогосподарствах у складі 1721 родини. Було 2152 помешкання
Расовий склад населення:
| - 96,4 % — білих - 1,1 % — азіатів - 0,8 % — чорних або афроамериканців - 0,2 % — корінних американців |

До двох чи більше рас належало 0,6 %. Частка іспаномовних становила 2,0 % від усіх жителів.
За віковим діапазоном населення розподілялося таким чином: 30,6 % — особи молодші 18 років, 57,3 % — особи у віці 18—64 років, 12,1 % — особи у віці 65 років та старші. Медіана віку мешканця становила 33,9 року. На 100 осіб жіночої статі у селищі припадало 101,0 чоловіків;  на 100 жінок у віці від 18 років та старших — 98,2 чоловіків також старших 18 років.
Середній дохід на одне домашнє господарство  становив 71 806 доларів США (медіана — 61 069), а середній дохід на одну сім'ю — 75 621 долар (медіана — 65 184). Медіана доходів становила 44 750 доларів для чоловіків та 25 625 доларів для жінок. За межею бідності перебувало 12,5 % осіб, у тому числі 17,1 % дітей у віці до 18 років та 9,7 % осіб у віці 65 років та старших.
Цивільне працевлаштоване населення становило 3089 осіб. Основні галузі зайнятості: виробництво — 18,6 %, роздрібна торгівля — 15,8 %, будівництво — 14,2 %, освіта, охорона здоров'я та соціальна допомога — 13,3 %.